# 산테우스타키오 성당

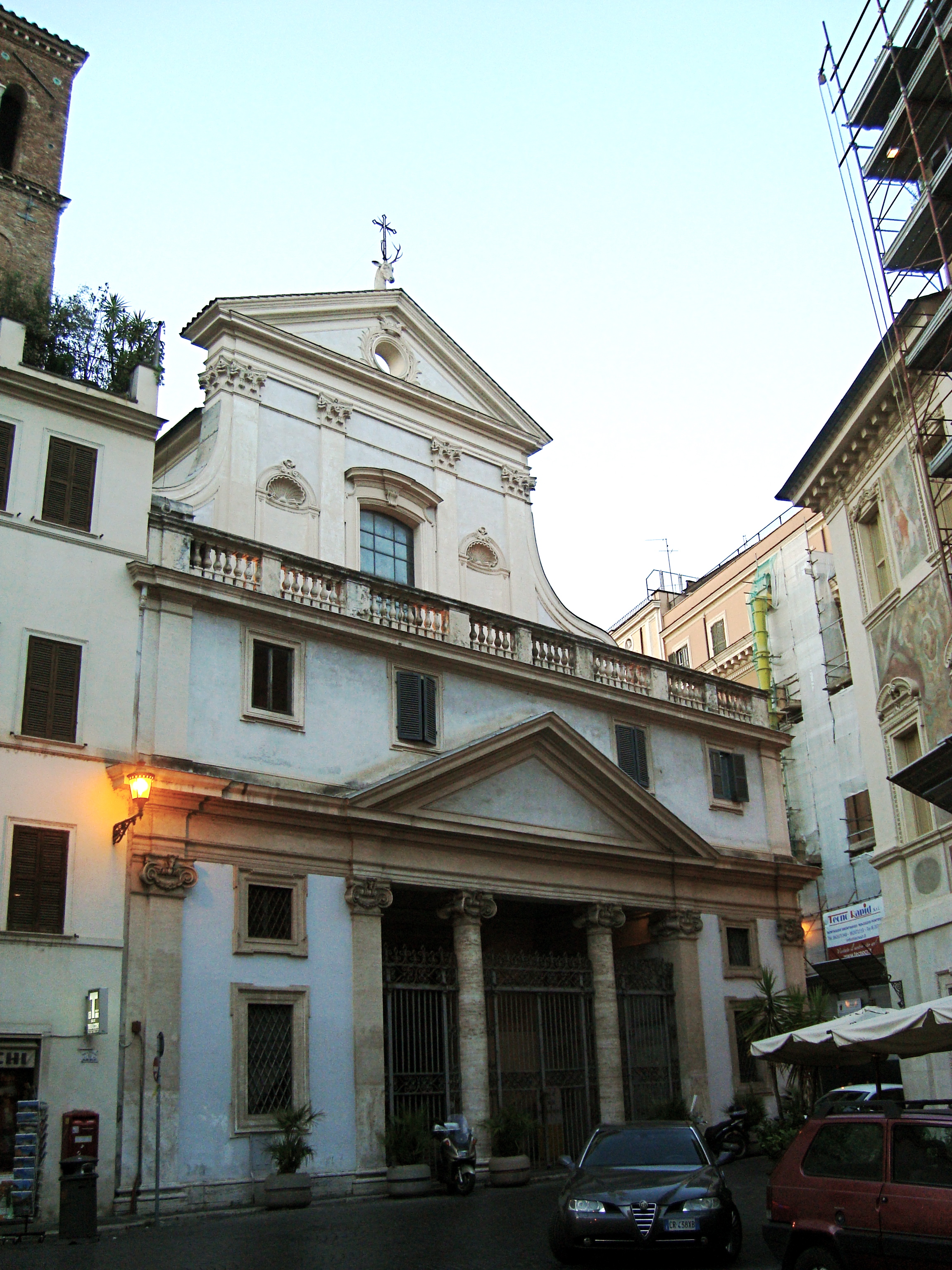
산테우스타키오 성당

산테우스타키오 성당(이탈리아어: Basilica di Sant'Eustachio)은 이탈리아 로마에 있는 가톨릭 성당이다. 정사각형 로마네스크 양식의 첨탑은 성당 뒤쪽 왼쪽에 위치해 있다. 건설은 1196년 교황 첼레스티노 3세의 교황 재위 기간 동안 시작되었다. 꼭대기 부분은 12세기 말로 거슬러 올라가는 반면, 바닥은 다소 오래되어 약 1090년으로 추정된다.